# هويتية
 هويتية أو هوتية أو هواتية هي إحدى القرى اللبنانية من قرى قضاء جزين في محافظة الجنوب.